# Naharia

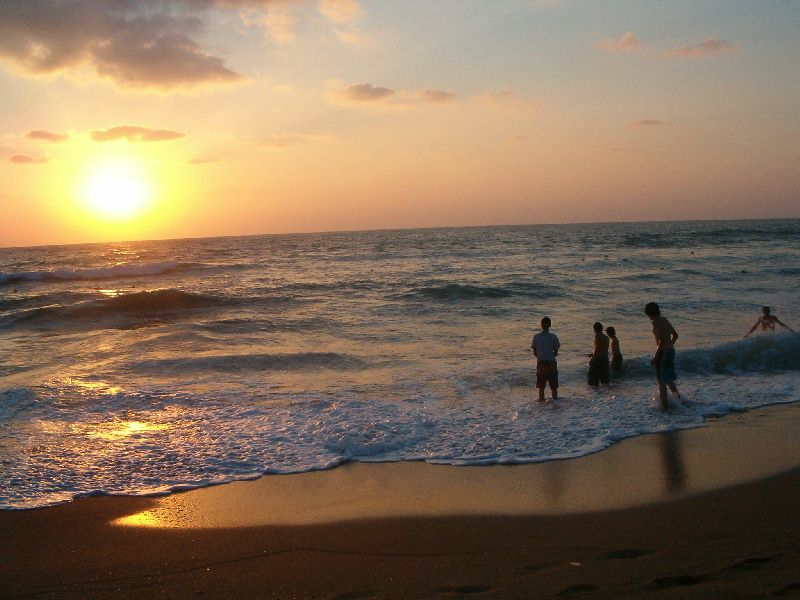
Naharia

Naharia (Hebreeuws: נהריה; van nahar-river) is de noordelijkste kuststad van Israël, gelegen aan de Middellandse Zee ten noorden van Akko en Haifa en ten zuiden van de grens met Libanon. De stad had in september 2003 naar schatting 48.200 inwoners.
Naharia is opgericht in 1934, door joodse vluchtelingen uit Duitsland. De Duitsers hebben een langdurige invloed gehad op het Europese, rustieke karakter van deze toeristische badplaats. In het centrum van de stad ligt de Ga'aton Boulevard, met er middenin het Ga'atonriviertje en aan de zijden daarvan kleine hotels, cafés en restaurants.
De stilte werd in het verleden enkele malen verstoord door aanvallen van terroristen, die binnen wisten te dringen vanuit Libanon, en er bloedbaden aanrichtten. Ook vielen er vele Katjoesja-raketten. De stad gold ook als uitgaanscentrum voor in Libanon gestationeerde UNIFIL-soldaten.

## Geboren
- Gilad Shalit (1986), soldaat
- Viktor Tsihankov (1997), voetballer